# 石台県
石台県（せきたい-けん）は中華人民共和国安徽省池州市に位置する県。

## 行政区画
- 鎮:仁里鎮、七都鎮、仙寓鎮、丁香鎮、小河鎮、横渡鎮
- 郷:大演郷、磯灘郷